# Minnewaukan
Minnewaukan è un centro abitato (city) degli Stati Uniti, capoluogo della Contea di Benson nello Stato del Dakota del Nord. Al censimento del 2000 la popolazione era di 318 abitanti. La città venne fondata nel 1884.

## Geografia fisica
Secondo i rilevamenti dell'United States Census Bureau, la località di Minnewaukan si estende su una superficie di 0,70 km², tutti occupati da terre.

## Popolazione
Secondo il censimento del 2000, a Minnewaukan vivevano 318 persone, ed erano presenti 87 gruppi familiari. La densità di popolazione era di 447 ab./km². Nel territorio comunale si trovavano 199 unità edificate. Per quanto riguarda la composizione etnica degli abitanti, l'86,16% era bianco e il 9,75% era nativo. L'1,26% apparteneva ad altre razze e il 2,83% a più di una. La popolazione di ogni razza ispanica corrispondeva all'1,57% degli abitanti.
Per quanto riguarda la suddivisione della popolazione in fasce d'età, il 22,3% era al di sotto dei 18, il 4,1% fra i 18 e i 24, il 26,4% fra i 25 e i 44, il 28,9% fra i 45 e i 64, mentre infine il 18,2% era al di sopra dei 65 anni di età. L'età media della popolazione era di 42 anni. Per ogni 100 donne residenti vivevano 107,8 maschi.